# Kantonrechter
Een kantonrechter is in Nederland een alleensprekende rechter bij een  rechtbank, die zowel civiele zaken als strafzaken behandelt, maar alleen de zogenaamde kantonzaken. Dit zijn civiele zaken tot een bedrag van € 25.000, arbeidszaken, huurzaken, consumentenkoopzaken, consumentenkredietzaken met een krediet tot € 40.000 en lichte strafzaken (zoals snelheidsovertredingen). Vanwege de vereiste veelzijdigheid worden alleen ervaren rechtbankrechters tot kantonrechter benoemd. 
Bij kantonzaken is een advocaat niet verplicht. Alle partijen kunnen zelf het woord voeren.

## De kantonrechter binnen het civiele recht
De kantonrechter houdt zich bezig met geschillen over huurzaken, arbeidsrechtelijke zaken, consumentenkoopzaken, (overige) geldvorderingen tot en met 25.000 euro en een aantal familierechtelijke aangelegenheden, art. 93 Wetboek van Burgerlijke Rechtsvordering.
Er wordt gebruikgemaakt van het Integraal Rechtspraak Informatie Systeem IRIS.

## De eKantonrechter
Bij de eKantonrechter kon van 2014 tot 2018 een zaak online worden gestart, gevoerd en gevolgd. De eKantonrechter behandelde eenvoudige geschillen: 
- tussen burgers en/of bedrijven
- over buren-, arbeids- en contractrecht, oftewel geschillen over ‘wonen, werken en winkelen’
- tot maximaal € 25.000,- . Voor arbeidszaken (transitie- en billijke vergoedingen) gold dit plafond niet.

Beide partijen moesten het er over eens zijn dat zij het geschil aan de eKantonrechter wilden voorleggen. De rechter besliste of een geschil digitaal kon worden behandeld via de eKantonprocedure. Omdat deze procedure maar acht weken duurde, was er geen tijd voor uitgebreid onderzoek of getuigenverhoor. Zaken konden vanuit het hele land worden ingediend, maar de behandeling en de zitting vonden plaats bij de rechtbanken van Oost-Brabant en  Rotterdam. Griffierecht was verschuldigd. Hoger beroep was in deze procedure niet mogelijk. 
Partijen konden zich laten vertegenwoordigen door een advocaat, maar dat was niet verplicht.
In 2018 is de eKantonrechter beëindigd, omdat deze niet meer paste binnen de ambitie om te vereenvoudigen.

## De kantonrechter binnen het strafrecht
Binnen het strafrecht behandelt de kantonrechter alleen overtredingen. Vaak gaat het om zaken waarin de politie of de officier van justitie een schikkingsvoorstel heeft gedaan. Als de verdachte niet op zo'n voorstel ingaat, komt de zaak bij de kantonrechter.
De verdachte ontvangt dan een dagvaarding waarin precies staat waarvan hij wordt verdacht. De rechter onderzoekt op de zitting wat er is gebeurd. Eerst komt de officier van justitie aan het woord en daarna de verdachte of zijn advocaat. De kantonrechter kan ook getuigen horen. De verdachte mag altijd als laatste nog iets zeggen.
De kantonrechter doet meestal meteen na de zitting een mondelinge uitspraak.
Tegen de meeste uitspraken is hoger beroep mogelijk bij het gerechtshof.

## Internationaal
De functie die de kantonrechter uitoefent binnen de Nederlandse rechtbank komt in België, Frankrijk en Zwitserland het meest overeen met het ambt van vrederechter, alhoewel er ook verschillen bestaan. Het rechtsgebied van een vrederechter in België heet (gerechtelijk) kanton.

## Geschiedenis
Vóór 2001 waren er twee niveaus van wat nu rechtbank heet, er waren kantongerechten en arrondissementsrechtbanken. Tegen een uitspraak bij het kantongerecht ging men eerst in beroep bij de arrondissementsrechtbank.